# 응 (제후)
응(應, 䧹)은 중국 주나라 시대의 제후국이다. 주나라 왕실과 동성으로, 주 무왕의 자손에게 봉해졌다고 전해진다. 봉지는 지금의 허난성 핑딩산 시에 있었을 것으로 추정된다. 초나라에 멸망했다.

## 상세
전래문헌에는 단편적인 기록으로만 응나라의 존재가 전해진다. 《춘추좌씨전》 희공 24년조에
| “ | 우(邘) · 진(晉) · 응 · 한(韓) 네 나라는 무왕의 목(穆)이며 | ” |

이라 하여, 응나라의 시조는 실제로 주 무왕의 아들로 주 성왕의 동생인 당숙 우를 시조로 삼는 것이 알려진 진나라와, 시조가 알려지지 않은 한나라 · 우나라와 함께 무왕의 자손으로 주나라 초기에 봉해졌음을 알 수 있다. 《한서》 지리지 영천군 항목에서 “부성현, 응향이 있는데, 옛 나라로, 주 무왕의 아우가 봉해졌다.”라는 기록이 있고, 이외 수경주 등의 기록을 통해 옛 응나라의 터는 지금의 허난성 핑딩산 시 인근에 있을 것으로 여겨졌다. 응후와 관련된 청동기 명문이 세상에 나오면서 응나라의 실존이 명백해졌고, 1970년대에 핑딩산 시 서쪽 약 20 km 떨어진 지역에서 응나라 관련 청동기가 부장된 묘지가 발견되었다. 발굴 보고에서는 이 무덤의 부장품들 중 서주 초기의 것이 있다고 했으나, 김정열은 유의미한 유물들의 연대를 모두 서주 중기 초입부로 추정하고 이에 따라 응후가 핑딩산 시 근방에 봉해진 것이 이때라고 추정했다.

## 역대 제후
| 시호       | 휘         | 비고 |
| ---------- | ---------- | --- |
| 무후(武侯) |            | 응후 시공의 아버지 |
|            | 시공(視工) | 금석문을 읽기에 따라 휘를 견공(見工)으로 보기도 한다. 초기에는 주 공왕 · 의왕 시대 인물로 추정되었으나, 여왕 시대의 인물로 보는 관점이 유력해지고 있다. |
| 희공(釐公) |            | 응후 칭의 아버지 |
|            | 칭(稱)     | |

## 같이 보기
- 전국 시대